# Manassès Ier de Rethel
Manassès fut comte d'Omont et le Ier comte de Rethel, durant la seconde partie du Xe siècle.
Les Annales Hanoniæ le disent fils d'un « Gautier, duc d'Alsace », mais cette mention apparait comme fantaisiste[réf. nécessaire].

## Origine familiale
La seule certitude que l'on a à propos de sa famille se trouve dans les Annales de Flodoard qui précisent qu'il était neveu d'Artaud, archevêque de Reims. Ces mêmes annales nomment un frère d'Artaud, Dudon qui fut seigneur d'Omont et neveu de Bernard, comte de Porcien. Les Europäische Stammtafeln nomment un autre frère d'Artaud, un certain Thierry, mais on ne sait pas de quelle source provient cette information.
Actuellement, il est impossible de préciser le père de Manassès, entre Dudon, Thierry ou un éventuel troisième frère d'Artaud.

## Une enfance incertaine
En 940, Hugues de Vermandois avait chassé et remplacé Artaud sur le siège de l'archidiocèse de Reims. Ce dernier et Dudon avait continué la lutte et Hugues avait assiégé en 943 le château d'Omont. La paix avait été conclue, mais Dudon avait été contraint d'envoyer son fils (parvulo filio ipsius) en otage auprès d'Hugues. La guerre reprit, Hugues assiégea de nouveau Omont en 945 et Dudon dut capituler pour obtenir le retour de son fils. 
Cet enfant n'étant nommé à aucun moment, il est possible de l'identifier avec Manassès, mais sans certitudes.

## Biographie
Manasses est cité avec le qualificatif de soldat dans une charte du 26 mai 974, puis comme comte dans une lettre de Gerbert d'Aurillac datée d'août 988. Selon Richer, il viola avec un Roger le sanctuaire de la basilique de Marie mère de Dieu en 989. C'est sa dernière apparition dans les chartes de l'époque.
D'une épouse inconnue, il laissa probablement un fils Manassès II.

## Sources
- Foundation for Medieval Genealogy.